# Bromur de magnesi
El bromur de magnesi, MgBr₂, és un compost iònic de magnesi i brom de color blanc. Es presenta en forma de cristalls incolors. És deliqüescent i apareix sovint formant hidrats amb 4, 6 8 i 12 molècules d'aigua.
És soluble en aigua i ho pot arribar a ser en alcohol. Se pot trobar de manera natural en petites quantitats en alguns minerals com: bishofit i carnal·lita, també a aigua salada com sa des mar mort.
Es comercialitza com a sal hexahidratada MgBr₂·6H2O. La seva estructura cristal·lina és hexagonal com la del iodur de cadmi. S'empra en medicina com a sedant, com a font de magnesi, per al tractament de rampes i com a depuratiu.

## Síntesi
Es bromur de magnesi pot ser sintetitzat fent reaccionar àcid bromhídric amb òxid de magnesi i cristal·litzant el producte. També es pot fer mitjançant la reacció de carbonat de magnesi i àcid bromhídric, i recollint el sòlid que queda després de l'evaporació.
El bromur de magnesi s'obté per reacció del brom, Br₂, damunt del magnesi metall dins èter anhidre.
Mg(s) + Br2(l) → MgBr2(s)